# Парижанка (фреска)
Парижа́нка, також відома як La Parisienne, так її назвав археолог Артур Еванс — фреска Кносського палацу, датована приблизно 15 століттям до н. е. Нині є одним з центральних експонатів Археологічного музею Іракліону, майже цілком присвяченого мистецтву мінойської цивілізації.
Первісно фігура дівчини була зображена в одному з приміщень другого поверху Кносського палацу. Фреска зображувала ритуальний бенкет, учасники якого сиділи навпроти один одного із чашами в руках. Зберігся лише фрагмент голови і великого ритуального вузла на одязі ззаду.